# 1751
Cette page concerne l'année 1751  du calendrier grégorien.
L'année 1751 est une année commune qui commence un vendredi.

## Événements
- 26 février : le général Bandi, après avoir rétabli l'ordre au Tibet, installe le protectorat chinois : le roi perd son pouvoir au profit du dalaï-lama, accompagné de quatre ministres tibétains et de deux ambans (gouverneurs militaires) chinois[1].
- Avril, Acadie : construction du Fort Beauséjour, puis la même année du Fort Gaspareaux dans la Baie Verte par les Français[2].
- 11 mai : charte du Pennsylvania Hospital, le premier des Treize colonies[3].
- 29 mai, Canada : construction du Fort La Jonquière sur la Saskatchewan[4]
- 23 septembre-14 novembre, guerre carnatique : Robert Clive défait les Français à Arcot. C'est la fin de l'influence française à Madras. Le siège de Tiruchirapalli (Trichinopoly) par les Français est un échec (1752)[5].
- Octobre : début de l'Ère Hōreki au Japon (fin en juin 1763)[6].
- 18 octobre : tremblement de terre majeur à Port-au-Prince à Haïti. La ville est détruite[7].
- 3 décembre, guerre carnatique : victoire britannique de Robert Clive sur les forces franco-indiennes conduites par Raza Sahib dans la plaine d’Arni (Tiruvannamalai)[8].
- 16-18 décembre, guerre carnatique : nouvelle victoire de Robert Clive au siège de Conjeveram[9].
- Hiver : Ahmad shah Abdali envahit une troisième fois le Pendjab. Il contraint le moghol Ahmad Shâh Bahâdur de lui céder les territoires à l’Ouest de Sirhind (traité du 3 avril 1752)[10].

- Le guerrier Ibrahima Sori Maoudo est élu à la tête des Peul du Fouta-Djalon à la mort de Karamoko Alfa (fin en 1784)[11]. Il repousse une forte offensive païenne des Dialonké et des Soulima conduite par Kondé Birama, le roi du Wassoulou, puis étend son autorité sur la majeure partie du Fouta-Djalon[12].
- Mohammed Alamine devient sultan du Baguirmi (fin en 1784). Il parvient à libérer le Baguirmi vis-à-vis du Bornou[13].

### Europe
- 31 mars : le futur George III du Royaume-Uni devient prince de Galles à la mort de son père[14].
- 6 avril : début du règne d'Adolphe-Frédéric de Suède, roi de Suède (fin en 1771)[15]. Adolphe-Frédéric, soutenu par la Prusse, accède au trône de Suède au détriment du candidat de la Russie. Il ne peut pas imposer son autorité aux « Bonnets » et aux « Chapeaux ». Dans un premier temps, il gouverne avec le « parti de la Cour » (1751-1756).
- 12 avril : mort du cardinal Kollonitsch. Le comte Trautson devient archevêque de Vienne (fin en 1757)[16].
- 18 avril : ouverture de la Diète hongroise (clôture le 27 août)[17]. Lajos Batthyány est élu Palatin (fin en 1765)[18].
- 18 mai : bulle Providas romanorum de Benoît XIV condamnant la Franc-maçonnerie[19].

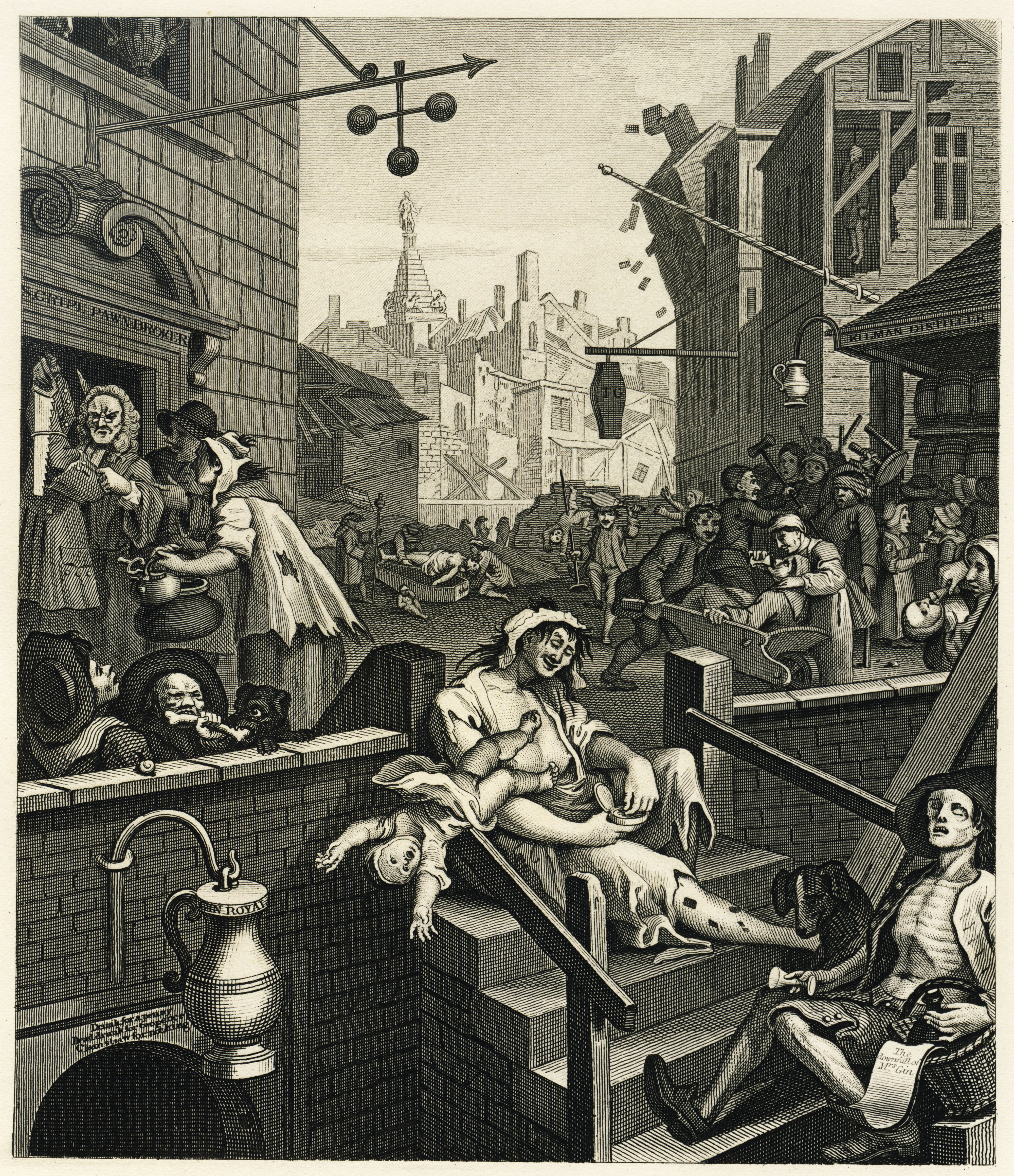
Gin Lane (La rue du Gin), gravure de William Hogarth.

- 25 juin, Grande-Bretagne : le Gin Act voté sous la pression de l’opinion, reçoit la sanction royale[20]. Il permet une forte baisse de la production d’alcool (cf. 1736).
- 23 septembre : la frontière militaire entre la Hongrie et l’Empire ottoman est transférée au sud du Banat par une patente impériale[21]. Les Serbes de la Tisza et du Maros doivent émigrer pour conserver leurs privilèges. Marie-Thérèse déporte dans le Banat évacué par les musulmans des malfaiteurs et des vagabonds[22].
- 1er octobre[23] : Johan Hartwig (1712-1772) devient ministre des Affaires étrangères et principal ministre au Danemark (fin en 1770)[24].
- 22 octobre : Guillaume V d'Orange-Nassau (3 ans) devient stadhouder de Hollande sous la régence d’Anna, fille de George II de Grande-Bretagne (fin en 1759)[25]. Les États Généraux déclarent la charge de stathouder héréditaire.

- Agitation paysanne contre les seigneurs à Bihar, en Hongrie[26].
- Au Portugal, Carvalho e Melo interdit tout autodafé qui ne recevrait pas l’autorisation du gouvernement civil[27].
- Organisation à Vienne d’un collège Marie-Thérèse pour assurer l’éducation des jeunes nobles placés au service de l’État[28].
- Marie-Thérèse fait dresser un cadastre qui établit la propriété paysanne et la sépare clairement des possessions de la noblesse[29].

## Naissances en 1751
- 7 janvier : François Dumont, miniaturiste lorrain puis, après 1766, français († 27 août 1831).
- 15 février : Johann Heinrich Wilhelm Tischbein, peintre allemand († 26 février 1829).
- 8 mars : Benoît de Boigne, aventurier sarde († 21 juin 1830).
- 10 mars : Jean-Jacques Hauer, peintre allemand († 3 juin 1829).
- 15 mars : Étienne-François Le Tourneur, homme politique français à Granville († 4 octobre 1817).
- 16 mars : James Madison, quatrième président des États-Unis d’Amérique († 28 juin 1836).
- 17 mars : Anders Dahl, botaniste suédois († 25 mai 1789).
- 6 mai  : Joseph Marie Stanislas Becquey-Beaupré, ingénieur des ponts et chaussées.
- 7 mai  : Isabelle de Montolieu, écrivain suisse († 29 décembre 1832).
- 11 mai : Ralph Earl, peintre américain († 16 août 1801).
- 24 mai : Charles-Emmanuel IV de Sardaigne, Roi de Sardaigne, Prince de Piémont et Duc de Savoie († 6 octobre 1819).
- 17 juillet : Jacques-Antoine-Marie Lemoine, peintre français († 7 février 1824).
- 26 août : Agostino Cappelli, architecte, sculpteur et peintre italien († 1831).
- 9 septembre : Evan Nepean,  homme politique britannique  († 2 octobre 1822).
- 13 septembre : Louis de France, prince de sang royal français de la dynastie des Bourbons († 22 mars 1761).
- 6 octobre : John Webber, peintre anglais († 29 avril 1793).
- 9 octobre : Antoine Louis François Sergent dit Sergent-Marceau, peintre, graveur et aquatintiste français († 24 juillet 1847).
- 28 octobre : Dmitro Bortnianski, compositeur ukrainien († 10 octobre 1825).
- 10 décembre : George Kearsley Shaw, botaniste et zoologiste britannique († 22 juillet 1813).
- 31 décembre : Johann Baptist von Lampi,  peintre autrichien d'origine italienne († 11 février 1830).

## Décès en 1751
- 1er janvier : Robert Maynard, lieutenant de la Royal Navy et capitaine du HMS Pearl (° vers 1684).
- 2 janvier : Livio Retti, peintre baroque italien (° 30 novembre 1692).
- 17 janvier : Tomaso Albinoni, compositeur italien (° 8 juin 1671).
- 29 janvier : Jacob van Schuppen, peintre baroque autrichien d'origine néerlandaise (° 26 janvier 1670).
- 2 février : Gilles Allou, peintre français (° 1670).
- 9 février : Henri François d'Aguesseau, chancelier de France (garde des sceaux) (° 27 novembre 1668).
- 31 mars : Frédéric de Galles, fils de George II de Grande-Bretagne et héritier présomptif de la Couronne britannique (° 1er février 1707).
- 20 mai : Domènec Terradellas, compositeur d'opéra catalano-italien (° 13 février 1713).
- 29 juillet : Benjamin Robins ingénieur et mathématicien britannique inventeur du pendule balistique (° 1707).
- 27 octobre : Giovanni Domenico Lombardi, peintre baroque italien (° 1682).
- 12 décembre : Henry Saint John de Bolingbroke, 1er vicomte de Bolingbroke, à Battersea, près de Londres. Politicien et écrivain britannique qui vécut en exil en France et fréquenta Voltaire et autres écrivains (° 16 septembre 1678).